# 岩松駅
岩松駅（いわまつえき）は、長崎県大村市岩松町にある、九州旅客鉄道（JR九州）大村線の駅である。

## 歴史
- 1945年（昭和20年）4月20日：運輸省の駅として開設[3]。
- 1971年（昭和46年）10月20日：荷物扱い廃止[4]。簡易委託駅化[5]
- 1987年（昭和62年）4月1日：国鉄分割民営化に伴い、九州旅客鉄道（JR九州）の駅となる[2]。
- 2012年（平成24年）12月1日：ICカード「SUGOCA」の利用を開始[6]。

## 駅構造
相対式ホーム2面2線を有する地上駅。互いのホームは構内踏切で連絡している。JR転換後に大村線の増発を図るために単式ホーム1面1線から改良した。
無人駅である。自動券売機が設置されている。

### のりば
| のりば | 路線    | 方向 | 行先             |
| ------ | ------- | ---- | ---------------- |
| 1      | ■大村線 | 下り | 諫早・長崎方面   |
| 2      | ■大村線 | 上り | 早岐・佐世保方面 |

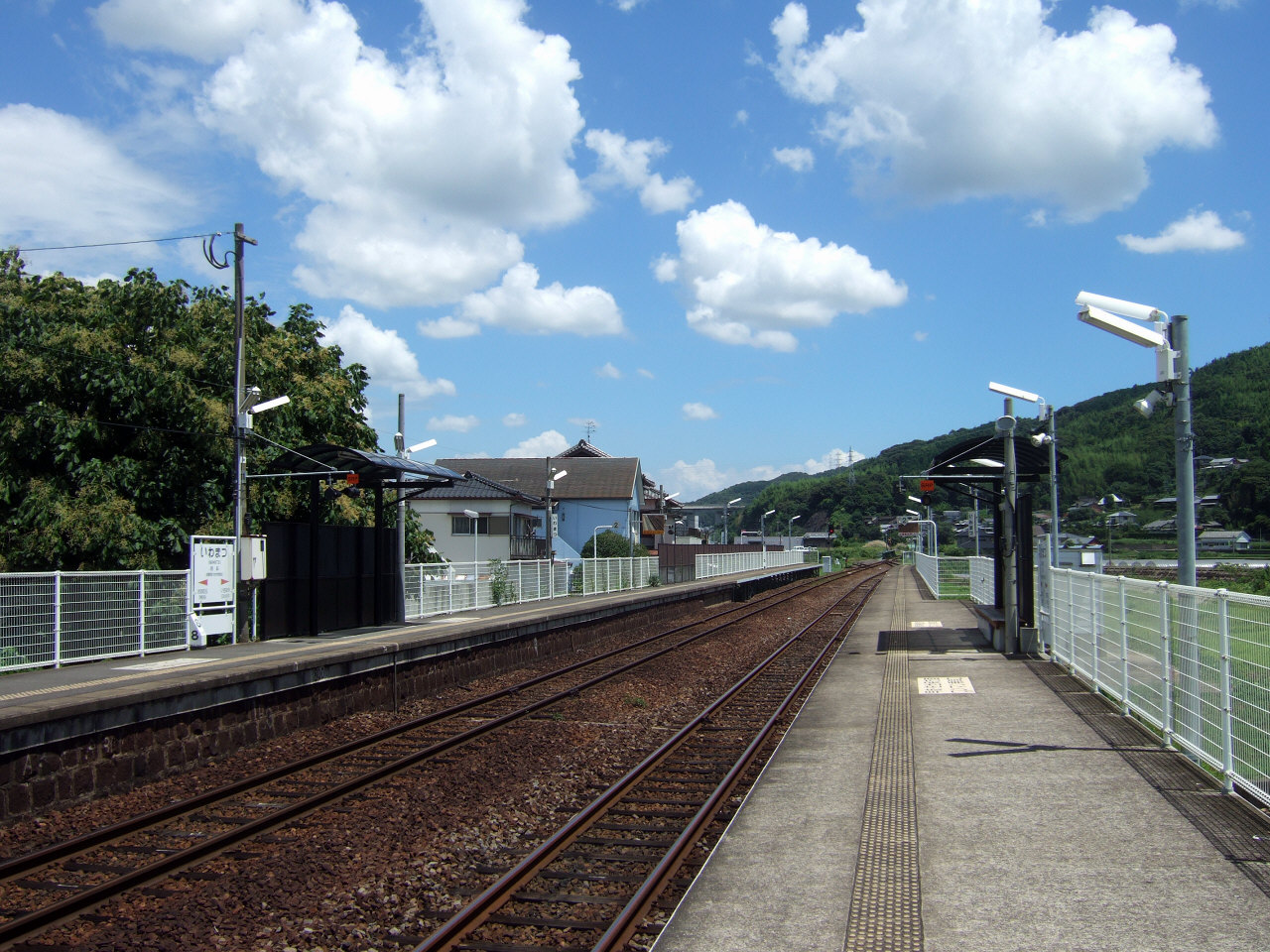
駅構内（2008年7月）

## 利用状況
- 2010年度の1日平均乗車人員は128人である。

| 乗車人員推移 | 乗車人員推移 |
| 年度         | 1日平均人数  |
| ------------ | ------------ |
| 2000         | 122          |
| 2001         | 124          |
| 2002         | 137          |
| 2003         | 148          |
| 2004         | 153          |
| 2005         | 134          |
| 2006         | 135          |
| 2007         |              |
| 2008         |              |
| 2009         |              |
| 2010         | 128          |

## 駅周辺
当駅付近は国道34号（駅舎側）と鈴田川（反対側）に沿っている。
- 国道34号
- 国立長崎医療センター
- 活水女子大学 看護学部（大村キャンパス）
- 長崎県立大村特別支援学校
- 大村市立鈴田小学校
- おおむらケーブルテレビ
- エレナ 久原店
- 鈴田川

## その他
- 2021年3月10日、当駅の自動券売機の運賃表示に誤りがあったことをJR九州長崎支社が発表した[7][8]。西浦上駅まで本来は660円のところ、自動券売機の760円のボタン上に西浦上駅の名前が記載されていた。2011年3月に自動券売機が設置されてから10年間に渡り誤った表記が成されていた可能性がある。なお、頭上に掲示されている地図式の運賃表には正しい運賃が表示されていた[7]。

## 隣の駅
九州旅客鉄道（JR九州）
■大村線
■快速「シーサイドライナー」・■区間快速「シーサイドライナー」
通過
■普通
大村駅 - 岩松駅 - 諫早駅